# John DeCuir
John DeCuir (San Francisco, 4 de junho de 1918 — Santa Monica, 29 de outubro de 1991) foi um diretor de arte estadunidense. Venceu o Oscar de melhor direção de arte em três ocasiões: por The King and I, Cleopatra e Hello, Dolly!.